# Comitato Olimpico degli Emirati Arabi Uniti
Il Comitato Olimpico degli Emirati Arabi Uniti (noto anche come "الامارات العربية المتحدة اللجنة الأولمبية الوطنية" in arabo) è un'organizzazione sportiva emiratina, nata nel 1979 a Dubai, Emirati Arabi Uniti.
Rappresenta questa nazione presso il Comitato Olimpico Internazionale (CIO) dal 1980 ed ha lo scopo di curare l'organizzazione ed il potenziamento dello sport negli Emirati Arabi Uniti e, in particolare, la preparazione degli atleti emiratini, per consentire loro la partecipazione ai Giochi olimpici. L'associazione è, inoltre, membro del Consiglio Olimpico d'Asia.
L'attuale presidente dell'associazione  è Ahmed Bin Mohammed Bin Rashid Al Maktoum, mentre la carica di segretario generale è occupata da Saeed Abdul Ghaffar Hussain.